# Hassendorf
Hassendorf (dolnoniem. Hassendörp) – miejscowość i gmina w Niemczech, w kraju związkowym Dolna Saksonia, w powiecie Rotenburg (Wümme), wchodzi w skład gminy zbiorowej Sottrum.